# گزاره تحلیلی–ترکیبی
گزاره‌ها پیش از کانت به تحلیلی (analytic) و تألیفی یا ترکیبی (synthetic) تقسیم می‌شد، اما کانت فیلسوف آلمانیِ قرن هجده، در کتاب سنجش خرد ناب  این قضایا را به این شکل دسته بندی کرد:
1- حکم ترکیبی پیشین (یعنی پیش از تجربه به آن علم داشته ایم مثل 2 در 2 = 4)
2- حکم ترکیبیِ پسین ( یعنی حکمی که بعد از تجربه به آن علم پیدا کرده ام مثل باران سرد است)
3- حکم تحلیلی پیشین (حکم تحلیلی پس از تجربه یا پسین وجود ندارد چرا که قضیه ی تحلیلی فقط مربوط به الفاظ است و هیچ اطلاع تازه ای به ما نمی‌دهد.
پس از وی، این تقسیم‌بندی، مورد قبول و استفادهٔ بسیاری از فیلسوفان، قرار گرفت. کواین در مقاله معروف خود، تحت عنوان دو حکم جزمی تجربه‌گرایی، این تقسیم‌بندی را زیر سؤال برد.

## قضیه‌ی تحلیلی
قضیه‌ی آناکاوی: قضیه ای است که محمول در موضوع مندرج باشد ( مانند این حکم : «باران مرطوب است» مرطوب (محمول) در باران (موضوع) مندرج است. یا به عبارت دیگر محمول چیزی جز باز گویی موضوع نیست. در این قضیه اگر محمول مورد پذیرش ما نباشد دچار تناقض خواهیم شد مثلا در این مثال که «مثلث از سه ضلع تشکیل شده‌است» نمیتوان گفت مثلث از سه ضلع تشکیل نشده است چرا که در این صورت دچار تناقض خواهیم شد.

## قضیه ترکیبی
قضیه ترکیبی: گزاره‌ای است که محمولِ آن در موضوع محصور نباشد. یا به عبارت دیگر از طریق خود موضوع به محمول علم پیدا نمیکنیم.
مثال‌هایِ ممکن از گزارهٔ تالیفی یا ترکیبی:
«این مثلث زیبا است»
«انسانِ مجرد خوش‌بخت است»
زیبایی در تعریفِ مثلث نیست، همان‌طور که خوش‌بختی در تعریفِ مجرد نیست.